# Jan Podracký
Jan Podracký (16. května 1909 Louka u Litvínova – 7. září 1943 Věznice Plötzensee) byl český malíř, architekt, ilustrátor a protinacistický odbojář popravený v období druhé světové války.

## Život
Jan Podracký se narodil 16. května 1909 v Louce u Litvínova. Dětství strávil v Mariánských Radčicích, gymnázium vystudoval v Duchcově. Následovala studia v Plzni a poté návrat do severních Čech i přes pracovní nabídky z Prahy. Věnoval se rodnému kraji a české věci v národnostně rozdělené společnosti. Vytvářel malby, kresby, grafiky, architektonické návrhy, psal články do studentského časopisu, fotografoval. Po Mnichovské dohodě v září 1938 se jeho kraj stal součástí nacistického Německa a Jan Podracký se zapojil do odbojové činnosti. Za ni byl zatčen gestapem, vězněn v Mostě, Litoměřicích a berlínské věznici Plötzensee. Dne 16. června 1943 byl lidovým soudem odsouzen k trestu smrti a dne 7. září stejného roku během tzv. krvavých nocí oběšen. Během svého berlínského věznění napsal deník z cely smrti s názvem Zahrada s pěšinkou k věčnosti.

## Posmrtná ocenění
- V roce 2013 byla k sedmdesátému výročí smrti Jana Podrackého uspořádána výstava kreseb a dokumentů ve Sládečkově vlastivědném muzeu v Kladně[2]